# Uder (Ortsteil)
Uder ist ein Ortsteil der Landgemeinde Uder im thüringischen Landkreis Eichsfeld.

## Geographische Lage
Uder liegt im Tal der Leine ungefähr vier Kilometer westlich von Heilbad Heiligenstadt. Die Landschaft wird durch die umliegenden Berge geprägt, darunter die Elisabethhöhe (430 m) im Osten, den Höhberg (ca. 450 m) im Südosten und den Wessen (344 m) im Norden.

## Geschichte

### Von der Ersterwähnung bis zur Gegenwart
Die erste urkundliche Erwähnung Uders erfolgte im Jahre 1089 als Udra. Diese Bezeichnung wechselte mehrmals im Lauf der Geschichte. So wurde der Ort zwischen 1137 und 1158 als Othera bezeichnet, 1162 als Udera, 1205 als Odra oder Odera, 1241 wieder als Udera und 1588 als Ohder. Das Dorf war bis 1802 im Besitz des Erzstifts Kurmainz, Grundherren waren die Junker von Volkerode. 1802 bis 1807 wurde der Ort preußisch und kam dann zum Königreich Westphalen (Kanton Udra). Von 1815 bis 1945 war er Teil der preußischen Provinz Sachsen.
Südöstlich von Uder gibt es den Flurnamen „Alte Burg“ am Fuße des Bergrückens „Elisabethhöhe“. Es wird angenommen, dass auf diesem Bergrücken eine Befestigungsanlage stand. Durch Steinbrüche ist das Umfeld stark gestört. Reste einer Buntsandsteinmauer wurden im 20. Jahrhundert gefunden. Vom Leinetal ziehen sich noch Wälle und Hohlen hinauf zur Elisabethhöhe. Im Tal führte einst die Heeresstraße vorbei.
Nach 1945 lag der Ort in der sowjetischen Besatzungszone und ab 1949 in der DDR. Bis zur Wende und Wiedervereinigung 1989/1990 wurde Uder jahrzehntelang durch das Grenzregime der DDR im Bereich der innerdeutschen Grenze nachhaltig beeinträchtigt. Seit 1990 gehört der Ort zum wiedergegründeten Land Thüringen der Bundesrepublik Deutschland und seit 1994 zum Landkreis Eichsfeld.
Am 1. Februar 1992 schlossen sich die Gemeinden Asbach-Sickenberg, Birkenfelde, Dietzenrode/Vatterode, Eichstruth, Lenterode, Lutter, Mackenrode, Röhrig, Schönhagen, Steinheuterode, Thalwenden, Uder und Wüstheuterode zur Verwaltungsgemeinschaft Uder zusammen. Mit Auflösung dieser am 1. Januar 2024 wurde Uder ein Ortsteil der neugebildeten Landgemeinde Uder.
Von 1974 bis zur Gründung der Landgemeinde Uder 2024 gehörte Schönau als Ortsteil zu Uder. Seitdem gehören Uder und Schönau als Ortsteile zur Landgemeinde Uder und bilden zusammen die Ortschaft Uder.

### Namensherkunft
Die Entstehung des Namens reicht in die frühe Siedlungsperiode vor der Völkerwanderung zurück. Eine eindeutige Klärung des Namens ist daher schwierig, eine erste Deutung von otheraha zu Otterwasser ist nicht zu beweisen. Eine Ableitung vom althochdeutschen utar, mittelhochdeutschen uter und mittelniederländisch/angelsächsischen uder für Euter führt zu einem Euterbach, an dem der Ort gelegen hat. Von dem indogermanischen udh bedeutet es auch Ort am anschwellenden Bach/Wasser. Die heutige Siedlungsfläche Uder liegt zwar am Zusammenfluss von Leine, Lutter und Asbach (im Weiteren noch die Beber), die Ursiedlung befand sich aber nicht direkt an diesen Gewässern, sondern an dem Quellgewässer des Kirchbaches mit einer Schöpfmöglichkeit für die Menschen und einer Viehtränke (Kessenborn). Die ursprünglichen geographischen Gegebenheiten mögen an einen Euter erinnert haben und der Gewässername (Euterwasser) wurde auf den Ort übertragen. Früher floss der Kirchbach in den Asbach ab, wurde im Laufe der letzten Jahrhunderte bei Ortsumbauten verlegt, wegen der nachlassenden Wassermenge verrohrt und schließlich über die Ratsgasse direkt in die Leine abgeleitet. Der Name Kirchbach entstand dann sicher erst zu späteren Zeiten, da die Kirche nahe am Bach lag.

### Einwohnerentwicklung
Entwicklung der Einwohnerzahl (31. Dezember):
| - 1994: 2.513 - 1995: 2.508 - 1996: 2.556 - 1997: 2.538 - 1998: 2.541 - 1999: 2.575 | - 2000: 2.539 - 2001: 2.541 - 2002: 2.540 - 2003: 2.525 - 2004: 2.539 - 2005: 2.540 | - 2006: 2.543 - 2007: 2.545 - 2008: 2.579 - 2009: 2.554 - 2010: 2.557 - 2011: 2.542 | - 2012: 2.539 - 2013: 2.600 - 2014: 2.593 - 2015: 2.608 - 2016: 2.652 - 2017: 2.657 | - 2018: 2.649 - 2019: 2.640 - 2020: 2.658 - 2021: 2.682 - 2022: 2.688 |

Datenquelle: Thüringer Landesamt für Statistik

## Politik

### Ehemaliger Gemeinderat
Der ehemalige Gemeinderat von Uder setzte sich aus 14 Gemeinderatsmitgliedern zusammen. Die Kommunalwahl am 26. Mai 2019 führte bei einer Wahlbeteiligung von 63,3 % zu folgendem Ergebnis:
| Partei / Liste | Stimmenanteil | Sitze | +/− |
| CDU            | 74,2 %        | 10    | ± 0 |
| FWG UDF        | 25,8 %        | 4     | ± 0 |

+/−: Differenz zur Wahl 2014

### Ortschaftsbürgermeister
Der Ortschaftsbürgermeister Andreas Uhlich (CDU) wurde 2024 mit 67 Prozent der Stimmen gewählt.

### Wappen
Blasonierung: „Durch einen silbernen Wellenbalken schräglinks geteilt von Rot und Blau, oben ein sechsspeichiges silbernes Rad, unten eine silberne Jakobusmuschel.“
Wappenerklärung: Der silberne Wellenbalken stellt die Lage von Uder an der Leine dar, das sechsspeichige silberne Rad ist das Mainzer Rad, das die Zugehörigkeit des Ortes über Jahrhunderte zum Kurfürstentum Mainz bekundet. Die silberne Pilger- oder Jakobsmuschel stellt das Patrozinium der Ortskirche zu Jakobus dem Älteren dar, der blaue Grund symbolisiert die Weihung von Uder und dem gesamten Eichsfeld der Gottesmutter Maria.

## Wirtschaft und Infrastruktur

### Verkehr
Verkehrsmäßig ist der Ort gut über die Landesstraße 3080, die Bundesautobahn 38 und einen Haltepunkt der Bahnstrecke Halle–Hann. Münden erreichbar.

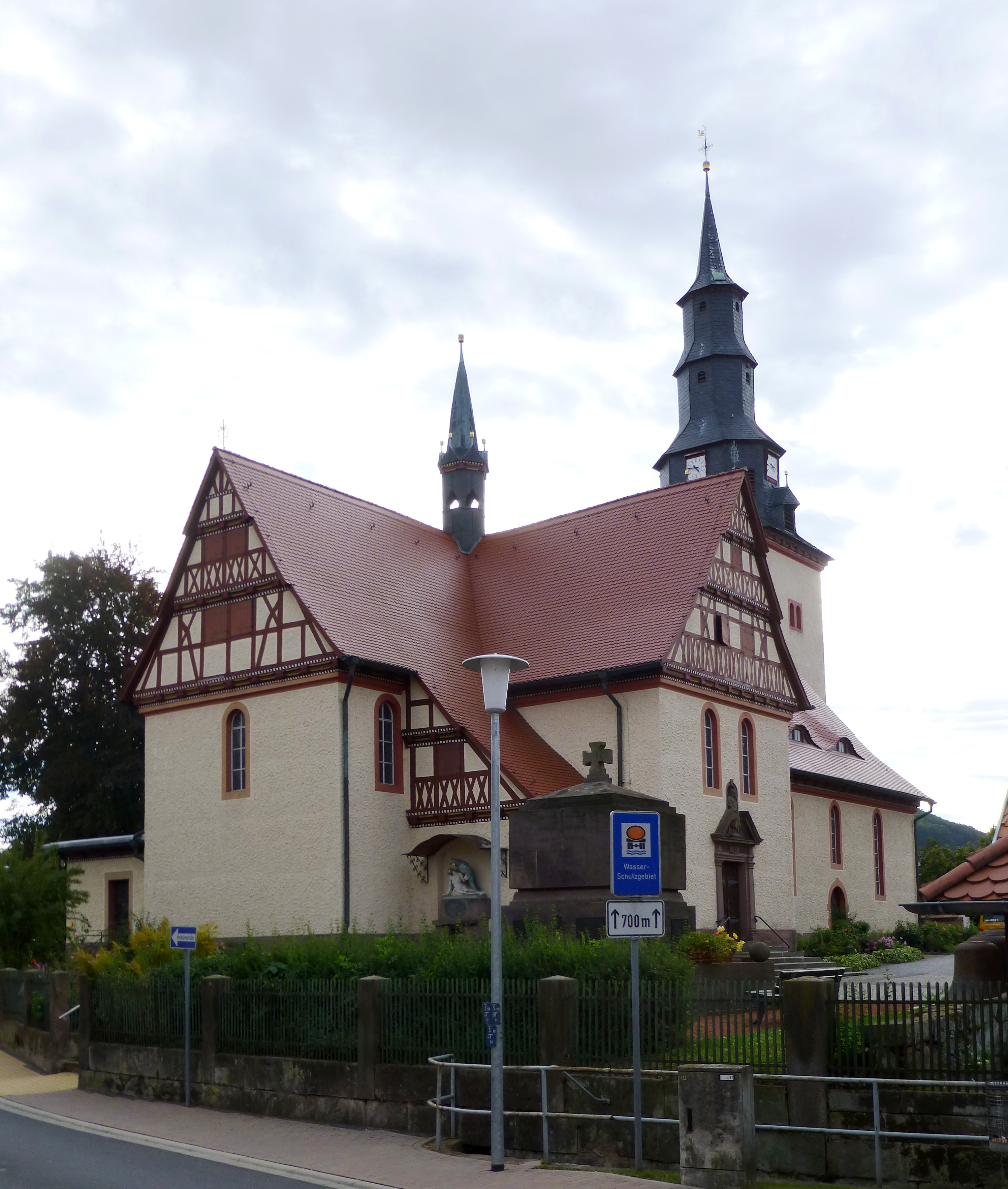
Kirche St. Jakobus in Uder

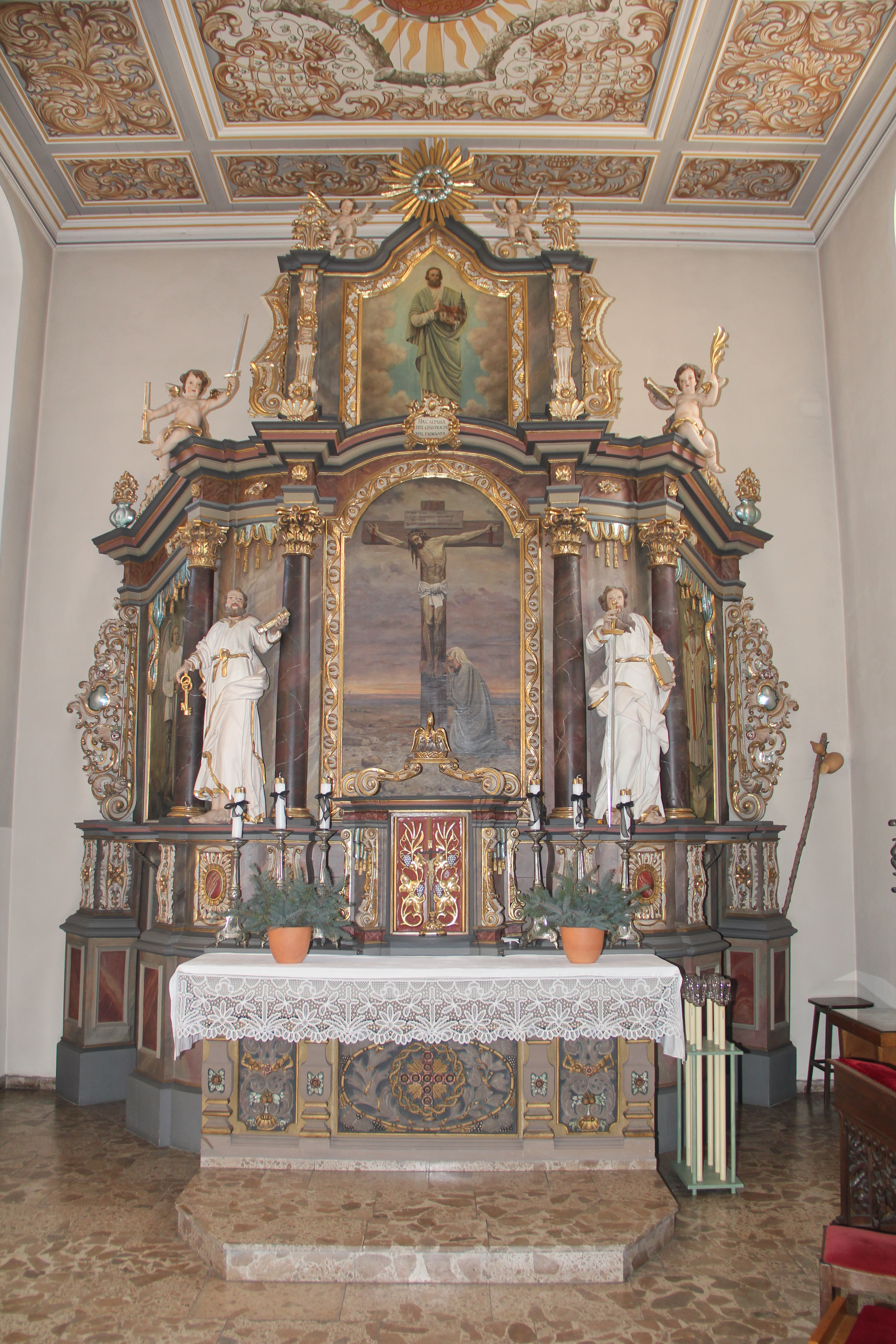
Hochaltar in St. Jakobus

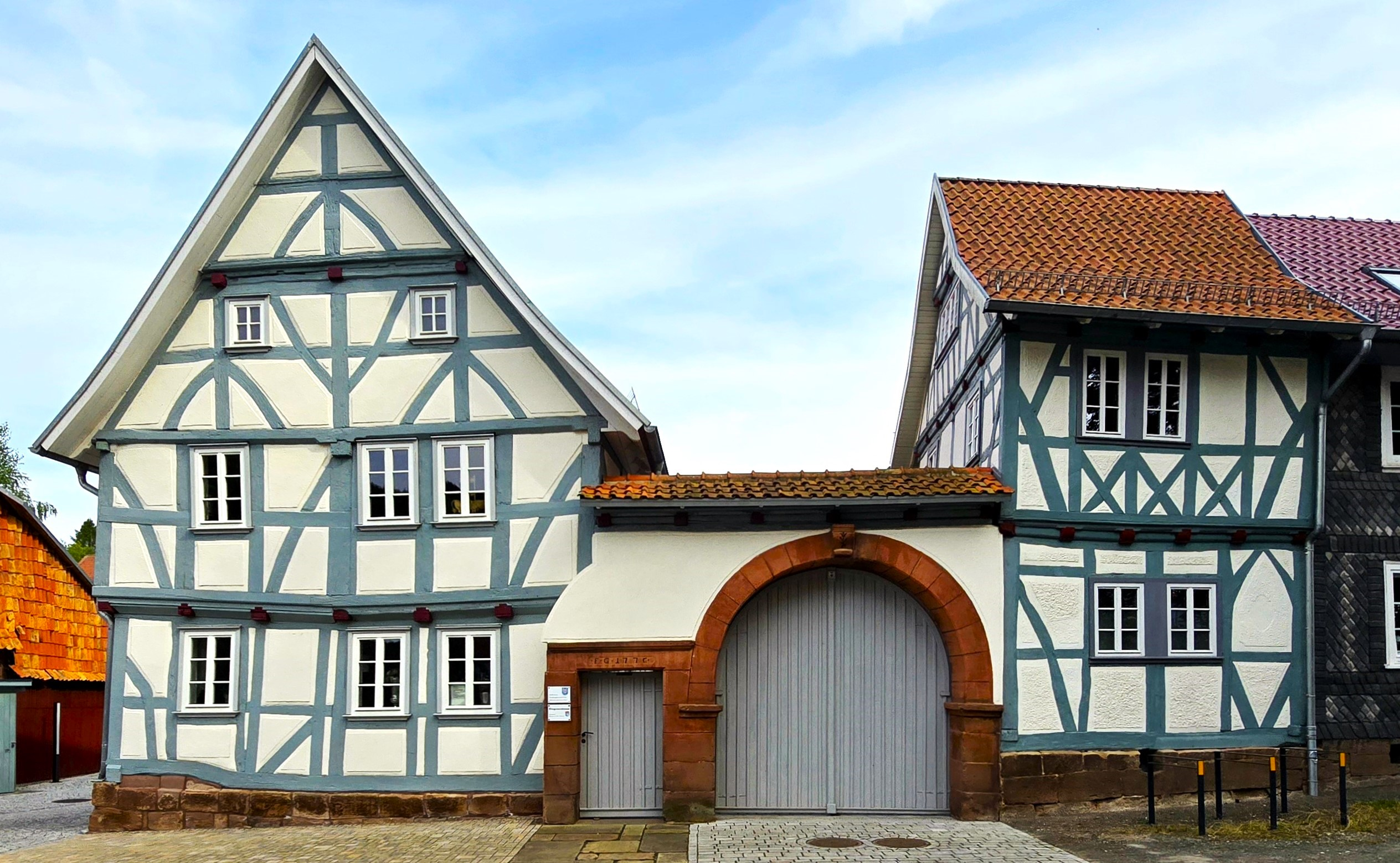
Knorr'sches Haus Kirchgasse 4

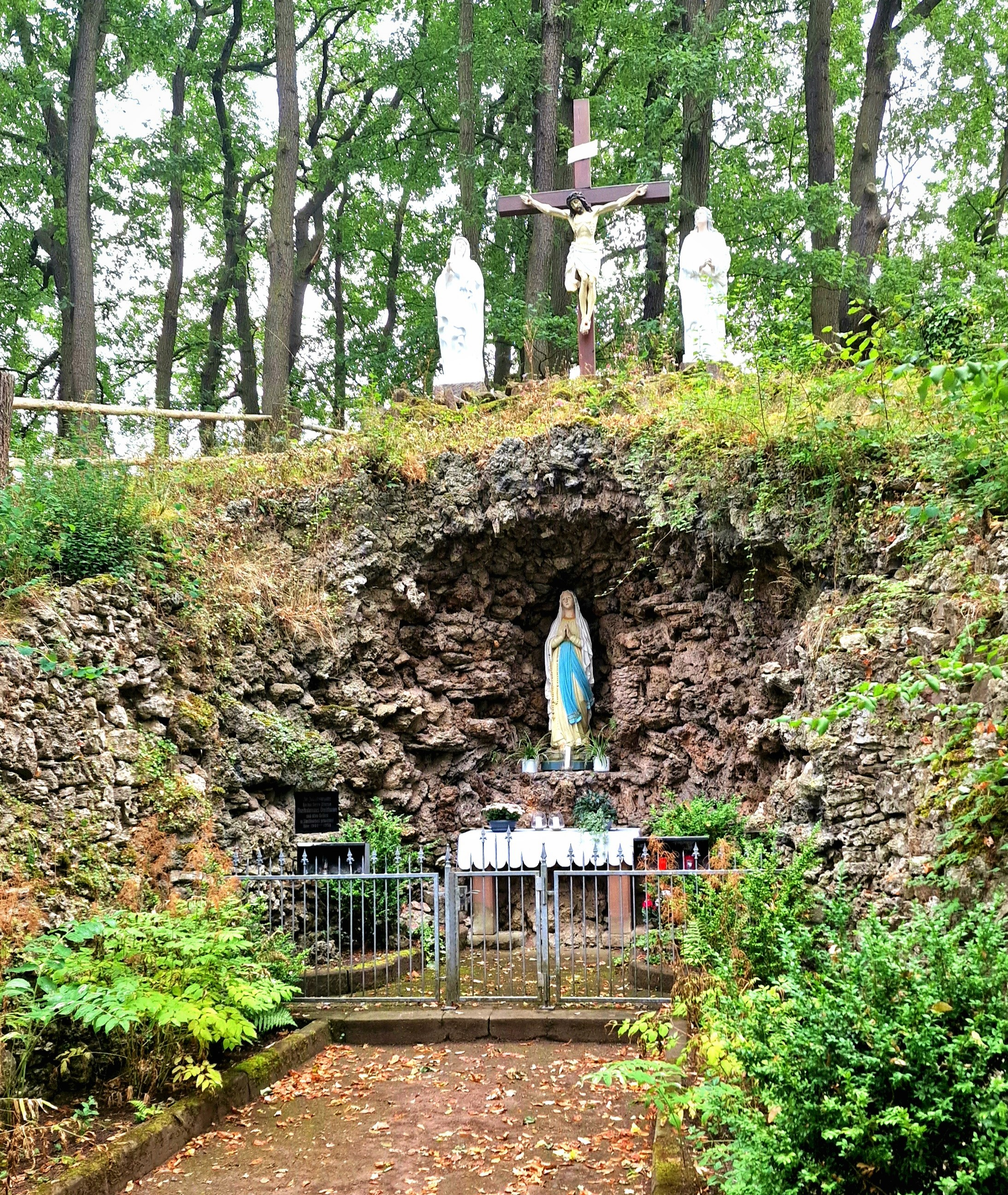
Lourdesgrotte zu Uder

### Wasser und Abwasser
Die Trinkwasserver- und Abwasserentsorgung wurde auf den Zweckverband Wasserversorgung und Abwasserentsorgung Obereichsfeld übertragen.

## Sehenswürdigkeiten
- Katholische Kirche St. Jakobus, erbaut im Jahre 1910 an der Stelle zweier Vorgängerbauten aus dem 12. und 17. Jahrhundert. Zur Ausstattung gehören ein barocker Hochaltar und ein gotischer Schnitzaltar.
- Uder liegt am Jakobsweg. Seit 1998 zeigt eine Stele den Weg nach Santiago de Compostela.
- Eine Sehenswürdigkeit besonderer Art ist die Lourdesgrotte aus Naturstein auf dem Marienhügel, dem ehemaligen Katzenkopf. Sie wurde im Jahr 1907 von Mitgliedern des Arbeiter- und Turnvereins errichtet. Die große Marienstatue wurde direkt aus Lourdes bezogen. Sie war ein Geschenk einiger Lourdespilger. Am Kirchweihfest des Jahres 1908 wurde die Grotte eingeweiht. Der Stationsweg zur Grotte wurde ebenfalls im Jahr 1908 eingeweiht.
- Das Ossenritter-Denkmal (Schöpfer: der gebürtige Uderaner Heimo Ertl) wurde 2009 im Leinepark aufgestellt. Es erinnert an die Sage, dass der damalige Schulze (Bürgermeister) von Uder, Hansfranz Hase, 1153 von König Friedrich Barbarossa in Ermangelung eines ritterlichen Pferdes auf einem Ochsen zum Ritter geschlagen wurde. Seither werden die Einwohner von Uder mit Spitznamen „Ossenritter“ genannt.
- Schulmuseum
- Knorrsches Haus und weitere Fachwerkhäuser im Ortskern
- Parkanlage an der Leine
- Evangelische Christuskapelle
- Uder liegt am Leine-Heide-Radweg und bietet zahlreiche Wanderwege in die nähere Umgebung, unter anderem zur Blockhütte auf dem Wessen.

## Söhne und Töchter der Gemeinde
- Johannes Weinrich (1793–1855), Volkskünstler, Erfinder der Mundharmonika
- Martin Weinrich (1865–1925), Mundartdichter
- Gert Riethmüller (1934–2023), Immunologe und Hochschullehrer
- Heimo Ertl, deutscher Anglist und Bildhauer (* 1943)
- Gisbert Paar (* 1948), Tiermediziner und Politiker (CDU)
- Gerhard Michael Artmann (* 1951), Biophysiker, Hochschullehrer und Autor